# Campionati cileni di ski cross 2013
I Campionati cileni di ski cross 2013 si sono svolti ad Antillanca il 9 settembre. Il programma ha incluso sia la gara femminile che la gara maschile. 
Trattandosi di competizioni valide anche ai fini del punteggio FIS, vi hanno partecipato anche sciatori di altre federazioni, senza che questo consentisse loro di concorrere al titolo nazionale cileno.

## Risultati

### Uomini
| Pos. | Atleta              | Nazione   |
| ---- | ------------------- | --------- |
| 1    | Federico Pastore    | Argentina |
| 2    | Jorge Mandru        | Cile      |
| 3    | Cristian Anguita    | Cile      |
| 4    | Bernardo Paul       | Argentina |
| 5    | Thomas Rivara       | Argentina |
| 6    | Juan Maria Carranza | Argentina |
| 7    | Felipe Anguita      | Cile      |

### Donne
| Pos. | Atleta                  | Nazione   |
| ---- | ----------------------- | --------- |
| 1    | Stephanie Joffroy       | Cile      |
| 2    | Manuela Roncallo        | Argentina |
| 3    | Maria Jesus Arriagada   | Cile      |
| 4    | Camila Victoria Fidanza | Argentina |
| 5    | Elisa Guerrero          | Cile      |